# Yandex.Metrica

Yandex.Metrica es un servicio de análisis web gratuito ofrecido por Yandex que rastrea e informa el tráfico del sitio web. Yandex lanzó el servicio en 2008 y lo hizo público en 2009. A partir de 2019, Yandex.Metrica es el tercer servicio de análisis web más utilizado en la web.